# Frank Rudolph Wolf
Frank Rudolph Wolf (30 de janeiro de 1939) é um político americano que atuou como representante dos EUA para o 10º distrito congressional da Virgínia de 1981 a 2015. Membro do Partido Republicano, ele anunciou em dezembro de 2013 que não concorreria à reeleição em 2014. Wolf se aposentou ao final de seu 17º mandato, em janeiro de 2015. Na época de sua aposentadoria, ele era o decano da delegação do Congresso estadual, tendo servido por 34 anos consecutivos.